# 婆娑羅
婆娑羅（日语：／ Basara）是日本南北朝時代中的社會風潮和文化，也是當時的流行語。也写作婆沙羅、婆佐羅等。
這個名詞的語源是梵語「vajra」，意思是金剛石，此处指，光鮮華麗並不顧身分高低的人是能把所有東西擊碎的金剛石。

## 概要
無視身分秩序，奉行實力主義，嘲弄公家和天皇等當時的權威，奢侈的態度以及喜好華美服裝，在後來的日本戰國時代中發展出下剋上的風潮。
在副將軍足利直義（將軍尊氏的弟弟）主導下，被當作室町幕府的基本方針而編成的『建武式目』中禁止婆娑羅。在『太平記』中記載足利將軍家執事高師直、近江國（現今滋賀縣）守護大名佐佐木道譽（京極高氏）、美濃國（現今岐阜縣南部）守護大名土岐賴遠等人都有著婆娑羅的言行。這些大名被稱為「婆娑羅大名」（ばさら大名），成為婆娑羅的表表者。
『太平記』的記述對「婆娑羅」持著否定態度，直接斷言婆娑羅是國家混亂的原因。另一方面，『太平記』對婆娑羅的描述相當詳細，記述了以佐佐木道譽為首的婆娑羅大名的豪奢生活，以及傍若無人的態度和行為。